# Aksay
 Coordenadas : formato inválido
Aksay (russo: Аксай) é uma cidade na oblast de Rostov, Rússia, localizada na margem direita do Rio Don e 18 km nordeste Rostov do Don. 
Sua população é de 38.012 (censo de 2002).
Atualmente a cidade serve como um distrito industrial para Rostov do Don.